# Municipio Tenejapa
Koordinaten: 16° 49′ N, 92° 31′ W
Tenejapa ist ein Municipio im Zentrum des mexikanischen Bundesstaats Chiapas. Das Municipio hat gut 40.000 Einwohner und ist 193,1 km² groß. Verwaltungssitz ist das gleichnamige Tenejapa, größter Ort im Municipio hingegen ist Kotolte.
Der Name kommt aus dem Nahuatl und bedeutet „kalkhaltiger Fluss“.

## Geographie
Das Municipio Tenejapa liegt zentral im mexikanischen Bundesstaat Chiapas auf Höhen zwischen 800 m und 2700 m. Es zählt zur Gänze zur physiographischen Provinz der Sierra Madre de Chiapas und liegt vollständig in der hydrologischen Region Grijalva-Usumacinta. Die Geologie des Municipios wird zu 60 % von Kalkstein bestimmt bei 19 % Sandstein-Lutit und 17 % schluffigem Sandstein; vorherrschende Bodentypen sind der Alisol (34 %), Luvisol (30 %), Leptosol (27 %) sowie Phaeozem (10 %). Je 49,5 % der Gemeindefläche sind bewaldet bzw. dienen dem Ackerbau.
Das Municipio Tenejapa grenzt an die Municipios Chenalhó, San Juan Cancuc, Oxchuc, Huixtán, San Cristóbal de las Casas, Chamula und Mitontic.

## Bevölkerung
Beim Zensus 2010 wurden im Municipio 40.268 Menschen in 7.132 Wohneinheiten gezählt. Davon wurden 36.353 Personen als Sprecher einer indigenen Sprache registriert, darunter 33.759 Sprecher des Tzeltal. Gut 25 Prozent der Bevölkerung waren Analphabeten. 11.616 Einwohner wurden als Erwerbspersonen registriert, wovon knapp 82 % Männer bzw. 0,65 % arbeitslos waren. 65 % der Bevölkerung lebten in extremer Armut.

## Orte
Das Municipio Tenejapa umfasst 66 bewohnte localidades, von denen nur der Hauptort vom INEGI als urban klassifiziert ist. 13 Orte wiesen beim Zensus 2010 eine Einwohnerzahl von über 1000 auf, zehn Orte hatten weniger als 100 Einwohner. Die größten Orte sind:
| Ort               | Einwohner |
| Kotolte           | 2503      |
| Tzajalchén        | 2276      |
| Tz'aquiviljok     | 2176      |
| Tenejapa          | 1998      |
| Yashanal          | 1893      |
| Matzam            | 1599      |
| Chixtontic        | 1512      |
| Chacoma           | 1462      |
| Sibaniljá Pocolum | 1419      |
| Tres Cerros       | 1228      |
| Ococh             | 1187      |
| Majosik           | 1116      |
| Jomanichim        | 1112      |
| Shishintonil      | 0999      |